# Mur-de-Sologne
Mur-de-Sologne ist eine Gemeinde mit 1.518 Einwohnern (Stand: 1. Januar 2022) im französischen Département Loir-et-Cher der Region Centre-Val de Loire. Die Gemeinde gehört zum Arrondissement Romorantin-Lanthenay und zum Kanton Selles-sur-Cher.

## Geographie
Mur-de-Sologne liegt etwa neun Kilometer nordwestlich von Romorantin-Lanthenay und etwa 28 Kilometer südöstlich von Blois in der Sologne. In der Gemeinde entspringen der Conon und die Croisne. Umgeben wird Mur-de-Sologne von den Nachbargemeinden Fontaines-en-Sologne im Norden und Nordwesten, Courmemin im Norden und Nordosten, Veilleins im Osten, Pruniers-en-Sologne im Südosten, Gy-en-Sologne im Süden, Rougeou im Südwesten sowie Soings-en-Sologne im Westen.
Durch die Gemeinde führt die frühere Route nationale 765.

## Bevölkerungsentwicklung
| 1962                       | 1968 | 1975 | 1982 | 1990 | 1999 | 2006 | 2017 |
| -------------------------- | ---- | ---- | ---- | ---- | ---- | ---- | ---- |
| 1022                       | 925  | 1017 | 1102 | 1054 | 1197 | 1290 | 1519 |
| Quellen: Cassini und INSEE |      |      |      |      |      |      |      |

## Sehenswürdigkeiten

Kirche Saint-Pierre

- Kirche Saint-Pierre
- Schloss La Morinière